# Горња црква у Пограђу
Горња црква у Пограђу, насељу у општини Клина, подигнута је у периоду од 1500. до 1600. године и представља непокретно културно добро као споменик културе од изузетног значаја. Гробљанска црква је неколико пута мењала патрона – првобитно највероватније посвећена светом Николи, а потом светим врачима Кузману и Дамјану, стециште окупљаља и прослава мештана била је на дан светог Димитрија.

## Опис
Скроман једнобродни и полуобличасто пресведени наос, без припрате, са полукружним нишама у функцији протезиса, олтара и ђаконикона, обележја су њене архитектуре. Једини, лучно решени улаз са линетом смештен је на западном зиду, а по један мали прозор без украса постоји на свакој од три преостале фасаде. Под је у нивоу солее подигнут за један степеник. Према стилским одликама остатака фресака, оквирним временом настанка може се сматрати друга половина 16. века. Зидне слике обухватју зону стојећих фигура и поједине композиције из циклуса Великих празника. Судећи по линији цртежа и светлом колориту, живопис је дело просечно талентованог анонимног сликара.
Дуго зарушена, црква је опсежним рестаураторским радовима 1964–1967. године, обновљена, пресведена и покривена двосливним кровом са каменим плочама, а зидне слике конзервиране и очишћене од наслага чађи и соли.
Оскрнављена је 1999. године.